# Национално знаме на Сенегал
Националното знаме на Сенегал представлява правоъгълно платнище с три еднакви по размер вертикални цветни полета - зелено към носещата част, жълто в средата и червено в края. В центъра на знамето, в жълтото поле, е изобразена зелена петолъчка. Знамето произхожда от бившата федерация Мали, чието знаме е било идентично с изключение на стилизирания човешки силует в средата. Флагът носи панафриканските цветове. Знамето е одобрена на 20 август 1960 г.

## Исторически знамена
- 25 ноември 1958. – 4 април 1959.
- 4 април 1959. – 20 август 1960. 
(Федерация Мали)